# Gare des Essarts
Ne doit pas être confondue avec la gare des Essarts-le-Roi.
La gare des Essarts est une gare ferroviaire française fermée de la ligne de La Roche-sur-Yon aux Herbiers, située dans la ville des Essarts, sur le territoire de la commune d’Essarts-en-Bocage, dans le département de la Vendée, en région des Pays de la Loire.
La ligne ayant été déclarée d’utilité publique en 1897, la gare est construite en 1900 et exploitée dès la même année. Alors que la voie ferroviaire est déclassée en 1950, le conseil municipal des Essarts obtient l’aliénation de la gare du conseil général pour la transformer en bains-douches. Un bâtiment attenant à la gare est alors construit en 1955 ; son exploitation dure jusqu’en 1976. Toutefois, il est détruit en 2019 en raison de son affaissement.

## Situation ferroviaire
La gare des Essarts est établie à 86,57 m d’altitude et située au point kilométrique 22 sur la ligne de La Roche-sur-Yon aux Herbiers, entre la halte de La Merlatière et la gare de Sainte-Florence. La section de la ligne entre La Roche-sur-Yon et les Quatre-Chemins-de-l’Oie est déclassée par décret du 27 février 1950,,,.

## Histoire
En avril 1898, une loi autorise l’Administration des chemins de fer de l’État à construire et exploiter un réseau de tramways dans le département de la Vendée, dont la ligne de La Roche-sur-Yon aux Herbiers. L’emplacement des haltes, stations et gares relevant du conseil général, celui-ci fait savoir qu’il souhaite établir des gares et haltes à La Roche-sur-Yon, à La Ferrière, aux Essarts, à Sainte-Florence-de-l’Oie, aux Quatre-Chemins-de-l’Oie, à Vendrennes et aux Herbiers. Alors que le bâtiment voyageurs est terminé en 1900, la ligne est officiellement ouverte aux voyageurs le 24 décembre 1900 et, le 12 février 1901, aux marchandises,,,.
Alors que le conseil général cherche à améliorer l’exploitation du réseau en demandant la suppression du trafic ferroviaire sur certaines lignes à partir du 1er février 1948 ou en acquérant du matériel d’occasion, la question du déclassement de voies implique de nouvelles dépenses (démontage, vente de matériel et remise en état des lieux). De plus, les conseillers généraux délèguent à la commission départementale la fixation de la date de cessation du trafic ferroviaire sur la ligne de La Roche-sur-Yon aux Quatre-Chemins-de-l’Oie le 23 décembre 1947. Celle-ci intervient le 1er novembre 1948,,.
À la suite du décret du 27 février 1950 déclassant la section de La Roche-sur-Yon aux Quatre-Chemins-de-l’Oie, le conseil général a la possibilité d’aliéner des terrains et bâtiments des lignes ferroviaires déclassées. Aussi, le conseil municipal des Essarts propose une aliénation des bâtiments de la gare pour les transformer en bains-douches et une autre pour en faire un marché aux porcs.
Les locaux du bâtiment voyageurs de la gare sont remis en état en 1954 et un nouveau bâtiment de bains-douches et une cabine de pesage sont terminés le 10 septembre 1955 grâce au programme « aménagement de villages » du ministère de l’Agriculture et aux subventions. Chargé de la bascule et de la vente de produits d’hygiène, le garde champêtre occupe le bâtiment de la gare en guise d’habitation. L’activité des bains-douches se maintient jusqu’en 1976. En 2019, la destruction des bains-douches et de la cabine de pesage sont décidés par le conseil municipal d’Essarts-en-Bocage en raison de l’affaissement des bâtiments.

### Sources
1. 1 2  2 Place du 8 mai 1945 : 851440 Essarts-en-Bocage, Institut national de l’information géographique et forestière, coll. « BD Topo® », décembre 2024.
2. 1 2  « Chapitre IV — Tramways départementaux », dans Rapport de la 1re session ordinaire de 1950, La Roche-sur-Yon, préfecture de la Vendée et conseil général de la Vendée, 1950, 228 p. (lire en ligne), p. 200-201.
3. ↑  
« Séance extraordinaire du 23 décembre 1947 », dans Procès-verbaux des délibérations du conseil général de la Vendée, La Roche-sur-Yon, conseil général de la Vendée, 1948, 487 p. (lire en ligne), p. 453-455.
4. ↑  « Chapitre IV — Transports et travaux publics », dans Conseil général : première session ordinaire de 1948 : Rapports du préfet et procès-verbaux des séances, La Roche-sur-Yon, préfecture de la Vendée et conseil général de la Vendée, 1949, 140 p. (lire en ligne), p. 94-95.
5. ↑  
« 2e session extraordinaire de 1948 », dans Procès-verbaux des délibérations du conseil général de la Vendée, La Roche-sur-Yon, conseil général de la Vendée, 1948, 398 p. (lire en ligne), p. 258-259.
6. ↑  
« Zoom sur le patrimoine : les bains douches des Essarts », Essarts en Bocage le Mag, no 18,‎ novembre 2020, p. 25 (lire en ligne [PDF], consulté le 7 janvier 2025).